# Arrondissement de Fischhausen
L'arrondissement de Fischhausen est un arrondissement du district de Königsberg en Prusse-Orientale, qui comprend l'ouest du Sambie, qui a existé de 1818 à 1939. Le siège de l'arrondissement est Fischhausen. En 1910 l'arrondissement compte 52 464 habitants sur une superficie de 1 065 km².

## Histoire
Depuis la réforme des arrondissements de Prusse-Orientale de 1752, le territoire du futur arrondissement de Fischhausen appartient à l'ancien arrondissement de Schaaken, qui comprend les anciens bureaux principaux de Prusse-Orientale de Schaaken (de), Fischhausen et Neuhausen,.
Dans le cadre des réformes administratives prussiennes, l'Ordonnance pour l'amélioration de l'établissement des autorités provinciales du 30 avril 1815 rend nécessaire une réforme complète des arrondissements de toute la Prusse-Orientale, les arrondissements créés en 1752 s'étant révélés inadaptés et trop grands. Le 1er février 1818, le nouveau arrondissement de Fischhausen est créé dans district de Königsberg dans la province prussienne de Prusse-Orientale. Le bureau de l'arrondissement est à Fischhausen.
L'arrondissement comprend le domaine des paroisses de Kumehnen (de) , Fischhausen (de), Germau (de), Heiligenkreutz (de), Kunzen (de), Laptau (de), Lochstädt (de), Medenau (de), Pillau (de), Pobethen (de), Rudau (de), Sankt Lorenz (de), Thierenberg (de) et Wargen (de).
Depuis le 3 décembre 1829, l'arrondissement fait partie de la nouvelle province de Prusse, dont le siège est à Königsberg. Après la division de la province de Prusse en provinces de Prusse-Orientale et de Prusse-Occidentale, l'arrondissement de Fischhausen devient partie intégrante de la Prusse-Orientale le 1er avril 1878.
Le 30 septembre 1929, conformément à l'évolution du reste de l'État libre de Prusse, une réforme territoriale a eu lieu dans l'arrondissement de Fischhausen, au cours de laquelle presque tous les districts de domaine sont dissous et attribués à des communes voisines.
Le 1er avril 1939, l'arrondissement de Fischhausen est dissous. La commune de Tannenwalde (de) est rattachée à la ville de Königsberg. La commune de Sorgenau (de) est incorporée à Palmnicken et les communes de Neplecken et Zimmerbude à Peyse. Toutes les communes restantes sont intégrées au nouvel arrondissement du Samland.
Vers la fin de la Seconde Guerre mondiale, le quartier est occupé par l'Armée rouge au printemps 1945 puis passe sous administration soviétique.

## Évolution de la démographie
| Année | Habitants | Source |
| ----- | --------- | ------ |
| 1818  | 26 745    | [ 6 ]  |
| 1846  | 37.123    | [ 7 ]  |
| 1871  | 47.103    | [ 8 ]  |
| 1890  | 51 867    | [ 9 ]  |
| 1900  | 53 063    | [ 9 ]  |
| 1910  | 52 464    | [ 9 ]  |
| 1925  | 61 448    | [ 9 ]  |
| 1933  | 65 002    | [ 9 ]  |

## Politique

### Administrateurs de l'arrondissement
Les personnes suivantes sont en poste en tant qu'administrateurs : 
- 1818–182200von Gerlach
- 1822–182400von Schwerin
- 1824–183300von Auer
- 1833–183700Bruno Abegg
- 1837–185100Kurt von Bardeleben
- 1851–185200von der Goltz
- 1852–185400von Montowt
- 1854–185500Kröck
- 1855–188600Otto Friedrich Theodor Kuhn
- 18860000000Wilhelm von Waldow
- 1886–189800Erich von Saucken
- 1898–190600Robert von Keyserlingk-Cammerau (de)
- 1906–191700Erich Petersen
- 1917–192100Schluß
- 1921–192300Ernst Adolf Döbereiner (de)
- 1923–193100Adolf Hofer (de)
- 1931–193300Erich Rother
- 1933–193400Horst Naudé (de)
- 1934–193700Fritz-Dietlof von der Schulenburg
- 1937–193800Friedrich Hartmann (de)

### Élections
Dans l"Empire allemand, l'arrondissement de Fischhausen ainsi que l'arrondissement de Königsberg composent la Quatrième circonscription du district de Königsberg. La circonscription est généralement remportée par des candidats conservateurs.
- 1871 : Otto Karl von Hüllessem-Meerscheidt (de), Parti conservateur allemand
- 1874 : Alfred Siegfried, Parti national-libéral
- 1876 : Anton von der Goltz, Parti conservateur allemand
- 1877 : Otto Tortilowicz von Batocki-Friebe, Parti conservateur allemand
- 1878 : Otto Tortilowicz von Batocki-Friebe, Parti conservateur allemand
- 1881 : Karl August von Dönhoff, Parti conservateur allemand
- 1884 : Karl August von Dönhoff, Parti conservateur allemand
- 1887 : Karl August von Dönhoff, Parti conservateur allemand
- 1890 : Karl August von Dönhoff, Parti conservateur allemand
- 1893 : Karl August von Dönhoff, Parti conservateur allemand
- 1898 : Karl August von Dönhoff, Parti conservateur allemand
- 1903 : Richard zu Dohna-Schlobitten, Parti conservateur allemand
- 1907 : Richard zu Dohna-Schlobitten, Parti conservateur allemand
- 1912 : Franz Bartschat, Parti populaire progressiste

### Constitution communale
Depuis le XIXe siècle, l'arrondissement de Fischhausen est divisé en villes, en communes rurales et en districts de domaine. Avec l'introduction de la loi constitutionnelle prussienne sur les communes du 15 décembre 1933 ainsi que le code communal allemand du 30 janvier 1935, le principe du leader est appliqué au niveau municipal. Une nouvelle constitution d'arrondissement n'est plus créée; Les règlements de l'arrondissement pour les provinces de Prusse-Orientale et Occidentale, de Brandebourg, de Poméranie, de Silésie et de Saxe du 19 mars 1881 restent applicables.

## Communes
À la fin de son existence le 31 décembre, l'arrondissement de Fischhausen comprend le 31 mars 1939 deux villes, 100 autres communes et trois quartiers inhabités : 
| - Alt Katzkeim (de) - Bärwalde (de) - Battau - Biegiethen - Bieskobnicken (de) - Bludau (de) - Kranz - Dargen (de) - Dommelkeim (de) - Drebnau - Drugthenen (de) - Eisliethen - Eisseln - Elchdorf (de) - Fischhausen, ville - Gaffken (de) - Garbseiden - Geidau (de) - Georgenswalde - Germau (de) - Godnicken - Goldschmiede (de) - Goythenen (de) - Groß Blumenau (de) - Groß Bruch, quartier - Groß Dirschkeim (de) - Groß Heydekrug (de) | - Groß Hubnicken - Groß Kuhren (de) - Groß Ladtkeim - Groß Mischen (de) - Grünhoff (de) - Heiligenkreutz (de) - Kallen (de) - Kirschnehnen (de) - Klein Dirschkeim (de) - Klein Hubnicken (de) - Klein Kuhren (de) - Kojehnen - Kraam (de) - Kragau (de) - Kumehnen (de) - Isthme de Courlande, quartier - Lagune de Courlande, quartier - Laptau (de) - Lauknicken - Lengniethen - Lindenau - Loppöhnen - Marienhof (de) - Marscheiten (de) - Medenau (de) - Michelau (de) - Mogahnen | - Mülsen (de) - Nautzwinkel - Neplecken - Neuhäuser (de) - Neukuhren - Norgau (de) - Nöttnicken (de) - Paggehnen - Palmnicken - Perteltnicken - Peyse - Pillau, ville - Pillkoppen (de) - Pobethen (de) - Pojerstieten bei Kumehnen - Posselau (de) - Powayen (de) - Rantau (de) - Rauschen - Regehnen (de) - Rosignaiten (de) - Rossitten (de) - Rothenen (de) - Rudau (de) - Saltnicken - Sanglienen - Sankt Lorenz (de) | - Sarkau (de) - Schalben (de) - Schlakalken - Schorschehnen - Schuditten - Schugsten (de) - Seerappen (de) - Sorgenau (de) - Sorthenen - Syndau (de) - Tannenwalde (de) - Tenkitten (de) - Thierenberg (de) - Trankwitz - Tranßau (de) - Trentitten (de) - Wargen - Weidehnen (de) - Widitten (de) - Wiekau (de) - Wischehnen - Wosegau (de) - Woytnicken (de) - Zimmerbude |

Communes dissoutes avant 1939
| - Alknicken, le 17 octobre 1928 à Rantau - Alt Pillau, 1901 à Pillau - Ankrehnen, le 1er octobre 1930 à Eisliethen - Arissau, le 30 septembre 1928 à Thierenberg - Backeln, 1898 transformé en district du manoir - Bardau, le 30 septembre 1928 à Palmnicken - Barthenen, le 17 octobre 1928 à Biegiethen - Bohnau, le 30 septembre 1928 à Godnicken - Dallwehnen, le 17 octobre 1928 à Nastrehnen - Diewens, le 29 janvier 1912 Umwandlung in Gutsbezirk - Dollkeim, le 30 septembre 1928 à Kirschnehnen - Drugehnen (de), le 17 octobre 1928 à Klein Dirschkeim - Elenskrug, am 1. Oktober 1929 à Widitten - Gardwingen, le 1er avril 1929 à Woytnicken - Grebieten, le 17 octobre 1928 à Powayen - Groß Drebnau (de), le 17 octobre 1928 à Drebnau - Heiligenkreutz Pfarrhof, am 23 octobre 1911 au district de manoir de Palmnicken - Ihlnicken (de), le 17 octobre 1928 à Klein Hubnicken - Jaugehnen, le 17 octobre 1928 à Paggehnen - Kalkstein, le 17 octobre 1928 à Tenkitten - Kamstigall, le 1er avril 1937 à Pillau - Kaporn, le 30 septembre 1928 à Groß Heydekrug - Kaspershöfen (de), le 30 septembre 1928 à Bludau - Kiauten (de), am 1. Januar 1929 à Laptau - Kiautrienen, le 30 septembre 1928 à Perteltnicken - Kirtigehnen, le 1er décembre 1928 à Rauschen - Klein Blumenau (de), le 30 septembre 1928 à Groß Blumenau - Klein Drebnau (de), le 17 octobre 1928 à Drebnau - Kobjeiten b. Kumehnen, le 17 octobre 1928 à Pojerstieten b. Kumehnen - Kobjeiten b. Sankt Lorenz, 1901 à Rauschen - Köllmisch Willgaiten, le 30 septembre 1928 à Dommelkeim - Kosnehnen, le 30 septembre 1928 à Medenau - Kösnicken, le 30 septembre 1928 à Perteltnicken - Kotzlauken, le 30 septembre 1928 à Groß Ladtkeim - Krattlau (de), le 30 septembre 1928 à Germau - Kraxtepellen, le 30 septembre 1928 à Palmnicken - Kreislacken, le 17 octobre 1928 à Marscheiten | - Kunzen, 1894 à Rossitten - Langehnen, 1894 à Eisliethen - Legehnen, le 17 octobre 1928 à Dargen - Lesnicken, 1901 au district de manoir de Nodems - Littausdorf, le 17 octobre 1928 à Sanglienen - Lixeiden (de), le 17 octobre 1928 à Schlakalken - Mandtkeim (de), le 17 octobre 1928 à Schalben - Marschenen (de), le 17 octobre 1928 à Widitten - Mossehnen, le 30 septembre 1928 à Kragau - Nastrehnen, le 1er avril 1929 à Kumehnen - Neu Katzkeim, 1905 au district forestier de Warnicken - Neutief, le 1er avril 1938 à Pillau - Nodems, 1894 transformé en district du manoir - Nortycken (de), le 15 février 1911 à Sankt Lorenz - Pentekinnen, le 30 septembre 1928 à Wiekau - Plautwehnen, 1893 à Kraam - Pokalkstein, 1893 à Kraam - Pokirren, le 30 septembre 1928 à Grünhoff - Polepen, le 17 octobre 1928 à Schorschehnen - Ponacken, le 30 septembre 1928 à Wischehnen - Preußisch Battau, le 30 septembre 1928 à Battau - Rosehnen, 1893 à Michelau - Sassau, 1901 à Rauschen - Saßlauken, le 30 septembre 1928 à Kirschnehnen - Schupöhnen (de), le 30 septembre 1928 à Grünhoff - Seefeld, le 30 septembre 1928 à Marienhof - Siegesdicken, le 30 septembre 1928 à Groß Ladtkeim - Spallwitten, le 17 octobre 1928 à Kumehnen - Strobjehnen (de), le 17 octobre 1928 à Garbseiden - Suppliethen, le 30 septembre 1928 à Perteltnicken - Tenkieten (de), le 17 octobre 1928 à Schlakalken - Tykrehnen, le 30 septembre 1928 à Sankt Lorenz - Weischkitten (de), le 30 septembre 1928 à Michelau - Willkau, le 17 octobre 1928 à Lengniethen - Wogram, 1894 à Alt Pillau - Woydiethen (de), le 30 septembre 1928 à Weidehnen |

Changements de nom
- 1928 Wangnicken (de) → Heiligenkreuz
- 1938 Norgehnen (de) → Schugsten
- 1906 Pojerstieten bei Wargen (de) → Elchdorf

## Personnalités liées à l'arrondissement
- Alfred Siegfried (1820-1896), homme politique mort à Pluttwinnen (de).
- Anton von der Goltz (1828-1902), homme politique né à Kallen (de).
- Gustav Kordgien (de) (1838-1907), né au manoir de Grünhoff
- Hans von Kanitz (1841-1913), homme politique né à Mednicken (de)
- Emil Neumann (de) (1842-1903), né à Pojerstieten, paroisse de Kumehnen
- Karl Heinrich Barth (1847-1922), pianiste né à Pillau
- Arno Motulsky (de) (1923–2018), médecin et généticien, né à Fischhausen